# A Voz da Figueira
A Voz da Figueira é um jornal regional de Portugal, fundado na cidade da Figueira da Foz em 1928 por José Maria de Carvalho. Sai semanalmente, à quarta-feira, com uma tiragem média de 8300.
É diretora, desde 9 de janeiro de 2003, Isabel Maria Silva Carvalho da 3ª geração da família Carvalho. O jornal é propriedade da família até hoje.